# Psilocerea virescens
Psilocerea virescens är en fjärilsart som beskrevs av Claude Herbulot 1954. Psilocerea virescens ingår i släktet Psilocerea och familjen mätare. Inga underarter finns listade.